# Stelling van Stokes

Stelling van Stokes toegepast op een oppervlak met rand en oriëntatie van het oppervlak gegeven door de normaalvector

De stelling van Stokes is een wiskundige stelling die zegt dat de kringintegraal van het inwendige product van een vectorveld {\displaystyle \mathbf {F} } met een infinitesimale verandering van de plaatsvector {\displaystyle \mathrm {d} \mathbf {r} } gelijk is aan de oppervlakteintegraal van de normaalcomponenten van de rotatie van {\displaystyle \mathbf {F} }.
De stelling is door George Stokes ontwikkeld, een 19e-eeuwse wiskundige aan de Universiteit van Cambridge. De stelling heeft belangrijke toepassingen in de vloeistofdynamica en in het elektromagnetisme. De derde en de vierde wet van Maxwell hebben dezelfde vorm als de stelling van Stokes.

## Stelling
Zij {\displaystyle \mathbf {F} } een vectorveld en {\displaystyle S} een oppervlak met rand {\displaystyle \partial S}, dan geldt:
{\displaystyle \oint _{\partial S}\mathbf {F} \cdot \mathrm {d} \mathbf {r} =\iint _{S}(\nabla \times \mathbf {F} )\cdot \mathbf {n} \ \mathrm {d} S}
Daarin is:
- {\displaystyle \nabla \times \mathbf {F} } de rotatie van {\displaystyle \mathbf {F} }
- {\displaystyle \mathbf {n} } de eenheidsnormaalvector op het oppervlak {\displaystyle S}

Om het correcte teken te krijgen is het belangrijk dat de rand {\displaystyle \partial S} een positieve oriëntatie heeft. Dit houdt in dat de verandering van de plaatsvector {\displaystyle \mathrm {d} \mathbf {r} } langs de rand tegen de wijzers van de klok in verloopt, als de normaalvector {\displaystyle \mathbf {n} } op het oppervlak naar de kijker toe wijst. Dit komt met de rechterhandregel overeen.

## Stelling van Green
De stelling van Green komt overeen met het speciale geval van de stelling van Stokes waarin {\displaystyle \mathbf {F} } niet van {\displaystyle z} afhangt en geen {\displaystyle z}-component heeft, {\displaystyle S} in het {\displaystyle xy}-vlak ligt of beide.

## Intuïtieve voorstelling

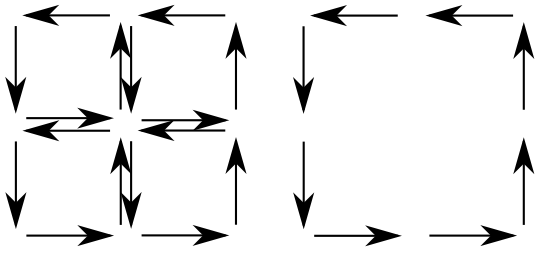

De wet is met de afbeelding hiernaast gemakkelijk te doorzien. Dit tweedimensionale voorbeeld laat zien dat het optellen van de vier interne rotaties overeenkomt met het optellen van de vectoren die zich aan de rand bevinden. De paren interne vectoren heffen elkaar op, dus blijven alleen de vectoren langs de rand over.